# Cycloptiloides riveti
Cycloptiloides riveti är en insektsart som först beskrevs av Lucien Chopard 1913.  Cycloptiloides riveti ingår i släktet Cycloptiloides och familjen Mogoplistidae. Inga underarter finns listade i Catalogue of Life.